# Leonard Eugene Dickson
Leonard Eugene Dickson (22 de enero de 1874 – 17 de enero de 1954) fue un matemático estadounidense, uno de los primeros investigadores estadounidenses en álgebra abstracta, en particular en la teoría de cuerpos y grupos finitos. También es recordado por un texto en tres volúmenes sobre la teoría de números, titulado Historia de la Teoría de Números.

## Biografía
Dickson, nacido en 1874, se consideraba tejano por haber crecido en Cleburne (Texas), donde su padre era banquero, comerciante e inversor inmobiliario. Asistió al Universidad de Texas en Austin, donde George Bruce Halsted le animó a estudiar matemáticas. Dickson se licenció 1893 y obtuvo una maestría en 1894, bajo la supervisión de Halsted. Se centró primero en la especialidad propia de Halsted, la geometría.
Tanto la Universidad de Chicago como la Universidad de Harvard dieron la bienvenida a Dickson como estudiante de doctorado, e inicialmente aceptó la oferta de Harvard, aunque luego decidió en su lugar proseguir sus estudios en Chicago. En 1896, cuando solo tenía 22 años, obtuvo el primer doctorado en matemáticas de Chicago, por una disertación titulada "La representación analítica de sustituciones en una potencia de un número primo de letras con una discusión del grupo lineal", supervisada por E. H. Moore.
Más adelante viajó a Leipzig y París para estudiar con Sophus Lie y con Camille Jordan respectivamente. Al regresar a los Estados Unidos se convirtió en docente en la Universidad de California. En 1899, y a la extraordinariamente joven edad de 25 años, fue nombrado profesor asociado en la Universidad de Texas. Chicago respondió ofreciéndole un puesto en 1900, y pasó allí el resto de su carrera. Allí supervisó 5e tesis doctorales, siendo su alumno más destacado A. A. Albert. También fue profesor invitado en la Universidad de California en 1914, 1918 y 1922. En 1939 regresó a Texas para jubilarse.
Se casó con Susan McLeod Davis en 1902; tuvieron dos hijos, Campbell y Eleanor.
Elegido miembro de la Academia Nacional de Ciencias en 1913, también fue miembro de la Sociedad Filosófica Estadounidense, de la Academia Estadounidense de las Artes y las Ciencias, de la London Mathematical Society, de la Academia de Ciencias de Francia y de la Unión de Matemáticos y Físicos Checos. Así mismo, sería el primer ganador de un premio creado en 1924 por la Asociación Estadounidense para el Avance de la Ciencia, por su trabajo sobre la aritmética del álgebra. Las universidades de Harvard (1936) y Princeton (1941) le otorgaron doctorados honorarios.
Presidió la American Mathematical Society en 1917 y 1918. Su discurso presidencial de diciembre de 1918, titulado "Matemáticas en perspectiva de guerra", criticó las matemáticas estadounidenses por no estar a la altura de las de Gran Bretaña, Francia y Alemania:
"Que no vuelva a ser posible que miles de jóvenes se vean tan gravemente perjudicados en su trabajo en el Ejército y la Marina por falta de preparación adecuada en matemáticas".
En 1928, también fue el primer ganador del Premio Cole de álgebra, otorgado anualmente por la AMS, por su libro Algebren und ihre Zahlentheorie.
Parece que Dickson era un hombre duro:
"Dickson, un personaje duro, tendía a decir lo que pensaba sin rodeos; siempre fue parco en sus elogios por el trabajo de los demás... se entregó a sus serias pasiones por el bridge y el billar y, según los informes, no le gustaba perder en ninguno de los dos juegos."
"Pronunció conferencias concisas y sin pulir y habló con severidad a sus alumnos... Dada la intolerancia de Dickson por las debilidades de los estudiantes en matemáticas, sin embargo, sus comentarios podían ser duros, aunque no pretendían ser personales. No pretendía hacer que los estudiantes se sintieran bien con ellos mismos".
"Dickson tenía una prueba de eliminación instantánea para sus posibles estudiantes de doctorado: les asignaba un problema preliminar que era más corto que un problema de tesis, y si el estudiante podía resolverlo en tres meses, Dickson aceptaría supervisar el trabajo del estudiante de posgrado. Si no, el estudiante tenía que buscar un asesor en otra parte".

## Trabajo
Dickson tuvo un gran impacto en las matemáticas estadounidenses, especialmente en álgebra abstracta. Su producción matemática consta de 18 libros y más de 250 artículos. Los "Artículos matemáticos recopilados de Leonard Eugene Dickson" ocupan seis grandes volúmenes.

## El algebrista
En 1901, Dickson publicó su primer libro "Grupos lineales con una exposición de la teoría del campo de Galois", una revisión y expansión de su tesis doctoral. Teubner publicó el libro en Leipzig, ya que no había una editorial científica estadounidense bien establecida en ese momento. Dickson ya había publicado 43 artículos de investigación en los cinco años anteriores; todos menos siete sobre grupos lineales finitos. Parshall (1991) describió el libro de la siguiente manera:
"Dickson presentó una teoría unificada, completa y general de los grupos lineales clásicos, no solo sobre su característica GF(p) como había hecho Jordan, sino sobre el cuerpo finito generalizado GF(pn), y lo hizo en el contexto de una teoría bien desarrollada de estos cuerpos subyacentes... su libro representó el primer tratamiento sistemático de los cuerpos finitos en la literatura matemática".
Un apéndice de este libro enumera los grupos simples no abelianos conocidos entonces con un orden inferior a mil millones. Enumeró 53 de los 56 con un orden inferior a 1 millón. Los tres restantes se encontraron en 1960, 1965 y 1967.
Trabajó en cuerpos finitos y amplió la teoría del álgebra asociativa iniciada por Joseph Wedderburn y Cartan, e inició el estudio de los invariantes modulares de un grupo.
En 1905, Wedderburn, entonces en Chicago con una beca Carnegie, publicó un artículo que incluía tres demostraciones de un teorema que afirmaba que todas las álgebras de división finitas eran conmutativas, proposición ahora conocida como el teorema de Wedderburn. Todas las demostraciones hicieron un uso inteligente de la interacción entre el grupo aditivo de un ágebra de división A finita y el grupo multiplicativo A* = A − {0}. Karen Parshall señaló que la primera de estas tres demostraciones tenía una brecha que no se apreció en ese momento. Dickson también encontró una prueba de este resultado pero, creyendo que la primera prueba de Wedderburn era correcta, Dickson reconoció la prioridad de Wedderburn. Pero Dickson también notó que Wedderburn construyó su segunda y tercera demostración solo después de haber visto la demostración de Dickson y se llegó a la conclusión de que a Dickson se le debe atribuir la primera prueba correcta.
La búsqueda de Dickson de un contraejemplo al teorema de Wedderburn lo llevó a investigar las álgebras no asociativas, y en una serie de artículos encontró todas las posibles álgebras de división de tres y cuatro dimensiones (no asociativas) sobre un cuerpo.
En 1919 construyó los octoniones mediante un proceso de duplicación que comenzó con los cuaterniones {\displaystyle \mathbb {H} }. Su método se amplió a una duplicación de {\displaystyle \mathbb {R} } para producir {\displaystyle \mathbb {C} } y de {\displaystyle \mathbb {C} } para producir {\displaystyle \mathbb {H} } por A. A. Albert en 1922, y el procedimiento se conoce ahora como construcción de Cayley-Dickson de álgebras compuestas.

## El teórico de números
Dickson demostró muchos resultados interesantes en teoría de números, usando los resultados de Vinogradov para deducir el teorema de Waring ideal en sus investigaciones de teoría de números aditiva. Solucionó el problema de Waring para {\displaystyle k\geq 7} bajo la condición adicional de que
{\displaystyle (3^{k}+1)/(2^{k}-1)\leq [1.5^{k}]+1}
independientemente de Subbayya Sivasankaranarayana Pillai, quien lo demostró para {\displaystyle k\geq 6} antes que él.
Su Historia de la Teoría de los Números en tres volúmenes (1919–23) todavía se consulta mucho hoy en día, y cubre la divisibilidad y la primalidad, ecuaciones diofánticas y cuadráticas y formas superiores. El trabajo contiene poca interpretación y no intenta contextualizar los resultados que se describen, pero contiene esencialmente todas las ideas teóricas de números significativos desde los albores de las matemáticas hasta la década de 1920, excepto la reciprocidad cuadrática y las leyes de reciprocidad superior. Nunca se escribió un cuarto volumen planeado sobre estos temas. A. A. Albert comentó que este trabajo de tres volúmenes "sería el trabajo de una vida en sí mismo para un hombre más común".